# Звонарьов Данило Валерійович
Дани́ло Вале́рійович Звонарьо́в (1998—2023) — солдат Збройних сил України, учасник російсько-української війни, що відзначився у ході російського вторгнення в Україну. Герой України (посмертно).

## Життєпис
Народився 15 липня 1998 в с. Чорнобаївка Херсонської області. Там здобув освіту, жив і працював. У мирному житті був торговим представником.
Під час російського вторгнення в Україну у серпні 2022 отримав повістку про призов до лав ЗСУ. Після проходження навчання став військовослужбовцем 79-ої окремої десантно-штурмової бригади. Обіймав посаду старшого сапера.
Загинув 23 липня 2023 року в бою в районі м. Мар'їнка на Донеччині в результаті артилерійського обстрілу. Він закрив собою двох побратимів, але сам загинув від множинних осколкових поранень.
Похований у рідному селі Чорнобаївка.

## Нагороди
- Звання Герой України з удостоєнням ордена «Золота Зірка» (23 серпня 2024, посмертно) — за особисту мужність і героїзм, виявлені у захисті державного суверенітету та територіальної цілісності України, самовіддане служіння Українському народові[5].

## Вшанування пам'яті
Наказом начальника Чорнобаївської сільської військової адміністрації від 28.09.2023 року № 624 внесено до «Книги Пошани» почесних громадян села Чорнобаївка. Портрет Звонарьова Данила Валерійовича встановлено на Алеї Героїв у селі Чорнобаївка.